# Världsmästerskapen i skidflygning

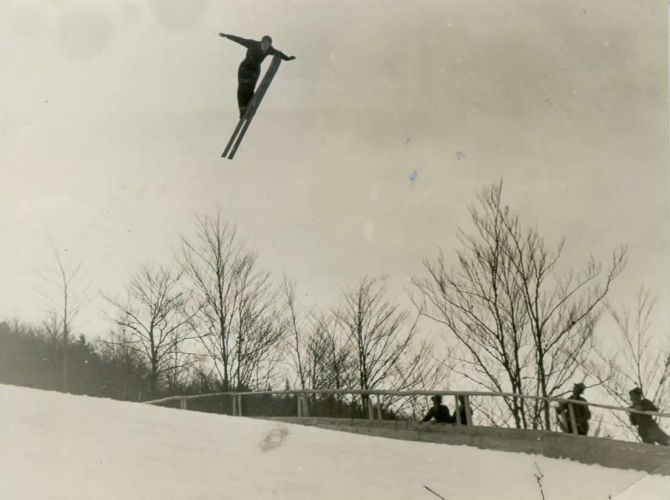
Franc Pribošek i Planica 1936

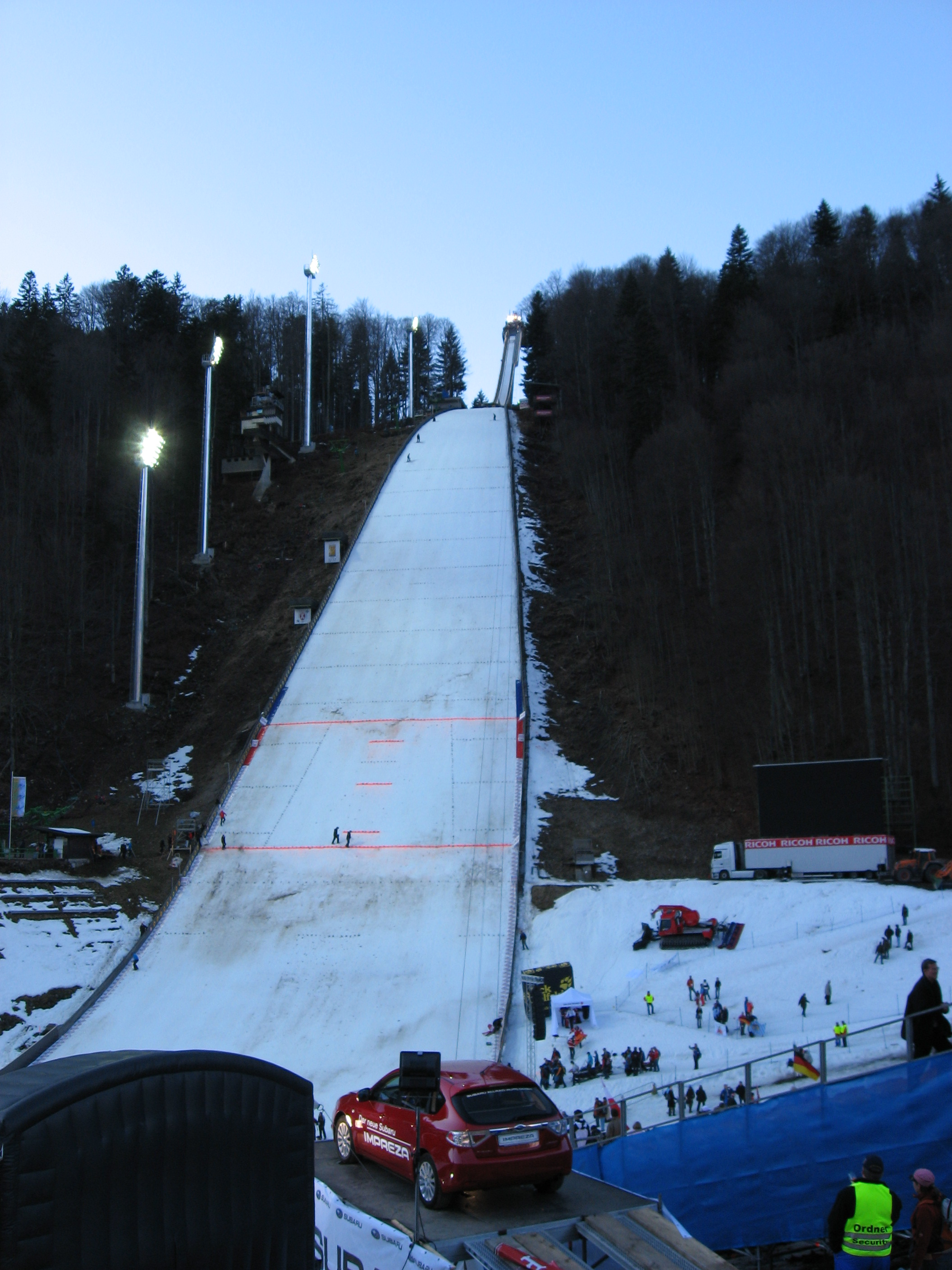
Heini Klopfer Schanze, Oberstdorf, VM 2008

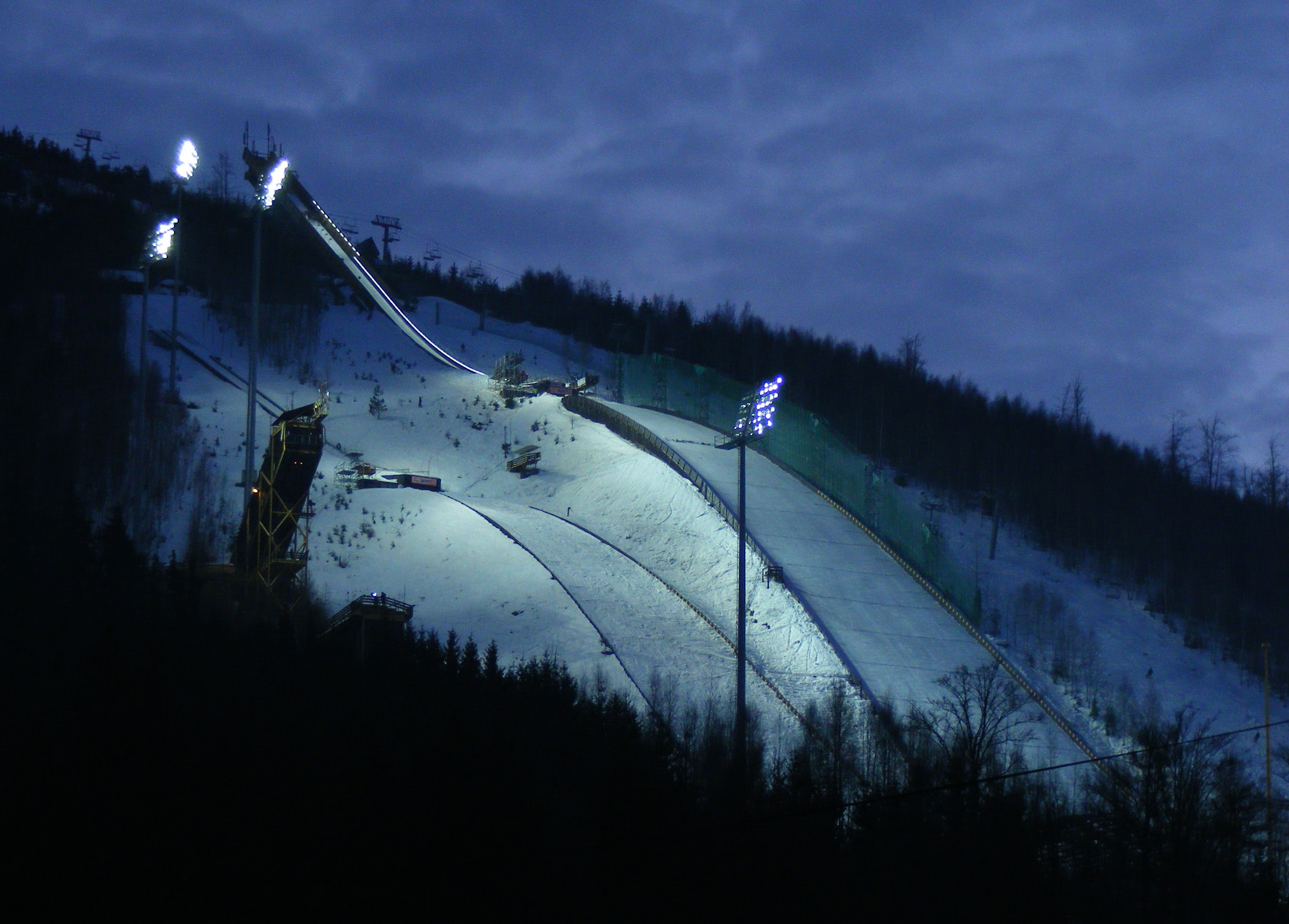
Certak, Harrachov

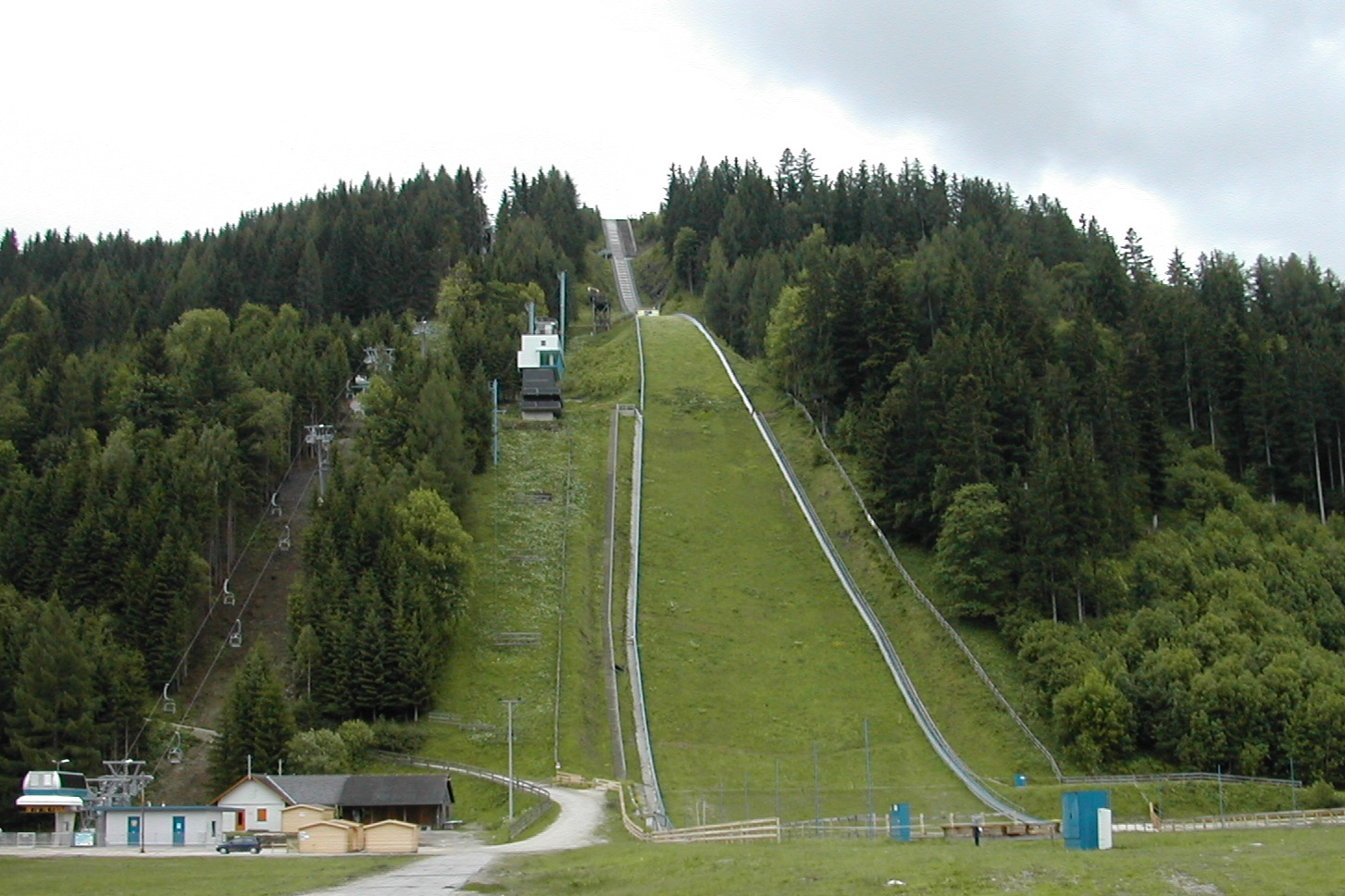
Kulm, Tauplitz

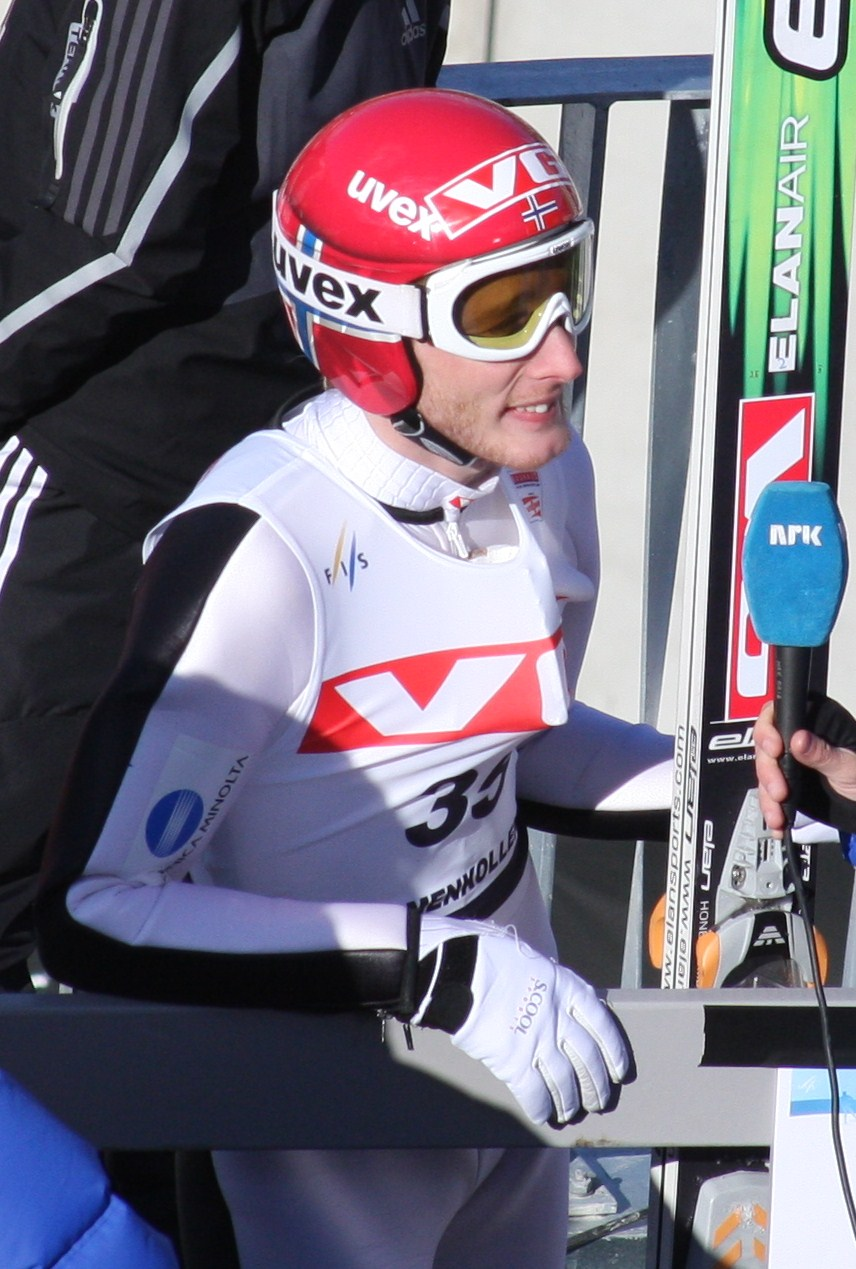
Johan Remen Evensen - världsrekordhållaren - 246,5 meter

Världsmästerskapen i skidflygning hålls vartannat år. I motsats till världsmästerskapen i nordisk skidsport hålls de vid jämna årtal. Första världsmästerskapen i skidflygning avgjordes i Planica 1972 och sedan 2004 finns dessutom en lagtävling.

## Backar för skidflygning
Det finns bara fem hoppbackar som är i tillräcklig bra skick för världsmästerskapstävlingar.
| Ort                        | Hoppbacke                    | Hillsize |
| -------------------------- | ---------------------------- | -------- |
| Norge, Vikersund           | Vikersundbacken              | HS225    |
| Slovenien, Planica         | Letalnica Bratov Gorišek     | HS225    |
| Tyskland, Oberstdorf       | Heini-Klopfer-Skiflugschanze | HS213    |
| Tjeckien, Harrachov        | Čerťák                       | HS205    |
| Österrike, Bad Mitterndorf | Kulm                         | HS225    |

Sedan 1983 hålls världsmästerskapen enligt ett fast schema på dessa fem backar. I början var ytterligare en backe i USA godkänd av FIS men den var redan 1972 i så dålig skick att den aldrig blev värd för ett VM. 
Hoppbacken i Vikersund blev inte godkänd för VM 2010, som i stället hölls i Planica. Den norska backen har renoverats och var värd för VM 2012.

## Regler
Varje nation får delta med fyra backhoppare vid tävlingen. Dessutom får den senaste världsmästaren delta utöver det egna landets fyra startplatser. I motsats till andra tävlingar har varje deltagare fyra hopp under singeltävlingen. (40 utövare kvalificerar sig till tävlingen och får hoppa i första omgången. 10 deltagare elimineras och 30 utövare tävlar i de sista tre omgångarna.) Under lagtävlingen förekommer två hopp per utövare som vanligt.

## Medaljörer

### Singeltävling
| VM                     | Guld                        | Silver                      | Brons                     |
| ---------------------- | --------------------------- | --------------------------- | ------------------------- |
| 1972– Planica          | Walter Steiner (SUI)        | Heinz Wosipiwo (GDR)        | Jiří Raška (TCH)          |
| 1973 – Oberstdorf      | Hans-Georg Aschenbach (GDR) | Walter Steiner (SUI)        | Karel Kodejška (TCH)      |
| 1975 – Bad Mitterndorf | Karel Kodejška (TCH)        | Rainer Schmidt (GDR)        | Karl Schnabl (AUT)        |
| 1977 – Vikersund       | Walter Steiner (SUI)        | Anton Innauer (AUT)         | Henry Glass (GDR)         |
| 1979 – Planica         | Armin Kogler (AUT)          | Axel Zitzmann (GDR)         | Piotr Fijas (POL)         |
| 1981 – Oberstdorf      | Jari Puikkonen (FIN)        | Armin Kogler (AUT)          | Tom Levorstad (NOR)       |
| 1983 – Harrachov       | Klaus Ostwald (GDR)         | Pavel Ploc (TCH)            | Matti Nykänen (FIN)       |
| 1985 – Planica         | Matti Nykänen (FIN)         | Jens Weissflog (GDR)        | Pavel Ploc (TCH)          |
| 1986 – Bad Mitterndorf | Andreas Felder (AUT)        | Franz Neuländtner (AUT)     | Matti Nykänen (FIN)       |
| 1988 – Oberstdorf      | Ole Gunnar Fidjestøl (NOR)  | Primož Ulaga (YUG)          | Matti Nykänen (FIN)       |
| 1990 – Vikersund       | Dieter Thoma (FRG)          | Matti Nykänen (FIN)         | Jens Weissflog (GDR)      |
| 1992 – Harrachov       | Noriaki Kasai (JPN)         | Andreas Goldberger (AUT)    | Roberto Cecon (ITA)       |
| 1994 – Planica         | Jaroslav Sakala (CZE)       | Espen Bredesen (NOR)        | Roberto Cecon (ITA)       |
| 1996 – Bad Mitterndorf | Andreas Goldberger (AUT)    | Janne Ahonen (FIN)          | Urban Franc (SLO)         |
| 1998 – Oberstdorf      | Kazuyoshi Funaki (JPN)      | Sven Hannawald (GER)        | Dieter Thoma (GER)        |
| 2000 – Vikersund       | Sven Hannawald (GER)        | Andreas Widhölzl (AUT)      | Janne Ahonen (FIN)        |
| 2002 – Harrachov       | Sven Hannawald (GER)        | Martin Schmitt (GER)        | Matti Hautamäki (FIN)     |
| 2004 – Planica         | Roar Ljøkelsøy (NOR)        | Janne Ahonen (FIN)          | Tami Kiuru (FIN)          |
| 2006 – Bad Mitterndorf | Roar Ljøkelsøy (NOR)        | Andreas Widhölzl (AUT)      | Thomas Morgenstern (AUT)  |
| 2008 – Oberstdorf      | Gregor Schlierenzauer (AUT) | Martin Koch (AUT)           | Janne Ahonen (FIN)        |
| 2010 – Planica         | Simon Ammann (SUI)          | Gregor Schlierenzauer (AUT) | Anders Jacobsen (NOR)     |
| 2012 – Vikersund       | Robert Kranjec (SLO)        | Rune Velta (NOR)            | Martin Koch (AUT)         |
| 2014 – Harrachov       | Severin Freund (GER)        | Anders Bardal (NOR)         | Peter Prevc (SLO)         |
| 2016 – Bad Mitterndorf | Peter Prevc (SLO)           | Kenneth Gangnes (NOR)       | Stefan Kraft (AUT)        |
| 2018 – Oberstdorf      | Daniel-André Tande (NOR)    | Kamil Stoch (POL)           | Richard Freitag (GER)     |
| 2020 – Planica         | Karl Geiger (GER)           | Halvor Egner Granerud (NOR) | Markus Eisenbichler (GER) |
| 2022 – Vikersund       | Marius Lindvik (NOR)        | Timi Zajc (SVN)             | Stefan Kraft (AUT)        |
| 2024 – Bad Mitterndorf | Stefan Kraft (AUT)          | Andreas Wellinger (GER)     | Timi Zajc (SVN)           |

### Lagtävling
| VM                     | Guld                                                                                 | Silver                                                                      | Brons                                                                              |
| ---------------------- | ------------------------------------------------------------------------------------ | --------------------------------------------------------------------------- | ---------------------------------------------------------------------------------- |
| 2004 – Planica         | Norge Roar Ljøkelsøy Sigurd Pettersen Bjørn Einar Romøren Tommy Ingebrigtsen         | Finland Tami Kiuru Veli-Matti Lindström Matti Hautamäki Janne Ahonen        | Österrike Thomas Morgenstern Andreas Goldberger Andreas Widhölzl Wolfgang Loitzl   |
| 2006 – Bad Mitterndorf | Norge Bjørn Einar Romøren Lars Bystøl Tommy Ingebrigtsen Roar Ljøkelsøy              | Finland Janne Happonen Tami Kiuru Matti Hautamäki Janne Ahonen              | Tyskland Michael Neumayer Georg Späth Alexander Herr Michael Uhrmann               |
| 2008 – Oberstdorf      | Österrike Gregor Schlierenzauer Martin Koch Thomas Morgenstern Andreas Kofler        | Finland Harri Olli Matti Hautamäki Janne Ahonen Janne Happonen              | Norge Bjørn Einar Romøren Anders Bardal Tom Hilde Anders Jacobsen                  |
| 2010 – Planica         | Österrike Gregor Schlierenzauer Martin Koch Thomas Morgenstern Wolfgang Loitzl       | Norge Bjørn Einar Romøren Johan Remen Evensen Anders Bardal Anders Jacobsen | Finland Harri Olli Matti Hautamäki Olli Muotka Janne Happonen                      |
| 2012 – Vikersund       | Österrike Gregor Schlierenzauer Martin Koch Thomas Morgenstern Andreas Kofler        | Tyskland Andreas Wank Richard Freitag Maximilian Mechler Severin Freund     | Slovenien Jure Šinkovec Jurij Tepeš Jernej Damjan Robert Kranjec                   |
| 2014 – Harrachov       | Inställd                                                                             |                                                                             |                                                                                    |
| 2016 – Bad Mitterndorf | Norge Anders Fannemel Johann André Forfang Daniel-André Tande Kenneth Gangnes        | Tyskland Andreas Wellinger Stephan Leyhe Richard Freitag Severin Freund     | Österrike Stefan Kraft Manuel Poppinger Manuel Fettner Michael Hayböck             |
| 2018 – Oberstdorf      | Norge Robert Johansson Andreas Stjernen Johann André Forfang Daniel-André Tande      | Slovenien Jernej Damjan Anže Semenič Domen Prevc Peter Prevc                | Polen Piotr Żyła Stefan Hula Dawid Kubacki Kamil Stoch                             |
| 2020 – Planica         | Norge Daniel-André Tande Johann André Forfang Robert Johansson Halvor Egner Granerud | Tyskland Constantin Schmid Pius Paschke Markus Eisenbichler Karl Geiger     | Polen Piotr Żyła Andrzej Stękała Kamil Stoch Dawid Kubacki                         |
| 2022 – Vikersund       | Slovenien Domen Prevc Peter Prevc Timi Zajc Anže Lanišek                             | Tyskland Severin Freund Andreas Wellinger Markus Eisenbichler Karl Geiger   | Norge Johann André Forfang Daniel-André Tande Halvor Egner Granerud Marius Lindvik |
| 2024 – Bad Mitterndorf | Slovenien Lovro Kos Domen Prevc Peter Prevc Timi Zajc                                | Österrike Michael Hayböck Manuel Fettner Jan Hörl Stefan Kraft              | Tyskland Pius Paschke Karl Geiger Stephan Leyhe Andreas Wellinger                  |

### Fotnoter
1. ↑  ”Dags för VM i skidflygning”. Newsdesk. 12 mars 2014. Arkiverad från originalet den 22 december 2015. https://web.archive.org/web/20151222233730/http://www.mynewsdesk.com/se/eurosport-television-ab/pressreleases/dags-foer-vm-i-skidflygning-966220. Läst 22 december 2015.